# Agropyron
Agropyron Gaertn., 1770 è un genere di piante angiosperme monocotiledoni appartenente alla famiglia delle Poacee (o Gramineae, nom. cons.).

## Etimologia
In nome generico (Agropyron) deriva da due parole greche: "agros" (= campo) e "pyros" (= grano), ossia "grano dei campi"; è una pianta simile al grano ma non coltivata come un cereale.
Il binomio scientifico di questo genere è definito dal botanico tedesco Joseph Gaertner (Calw, 12 marzo 1732 – Tubinga, 14 luglio 1791) nella pubblicazione "Novi Commentarii Academiae Scientiarum Imperalis Petropolitanae. St. Petersburg" (Novi Comment. Acad. Sci. Imp. Petrop. 14(1): 539 - 1770) del 1770.

## Descrizione

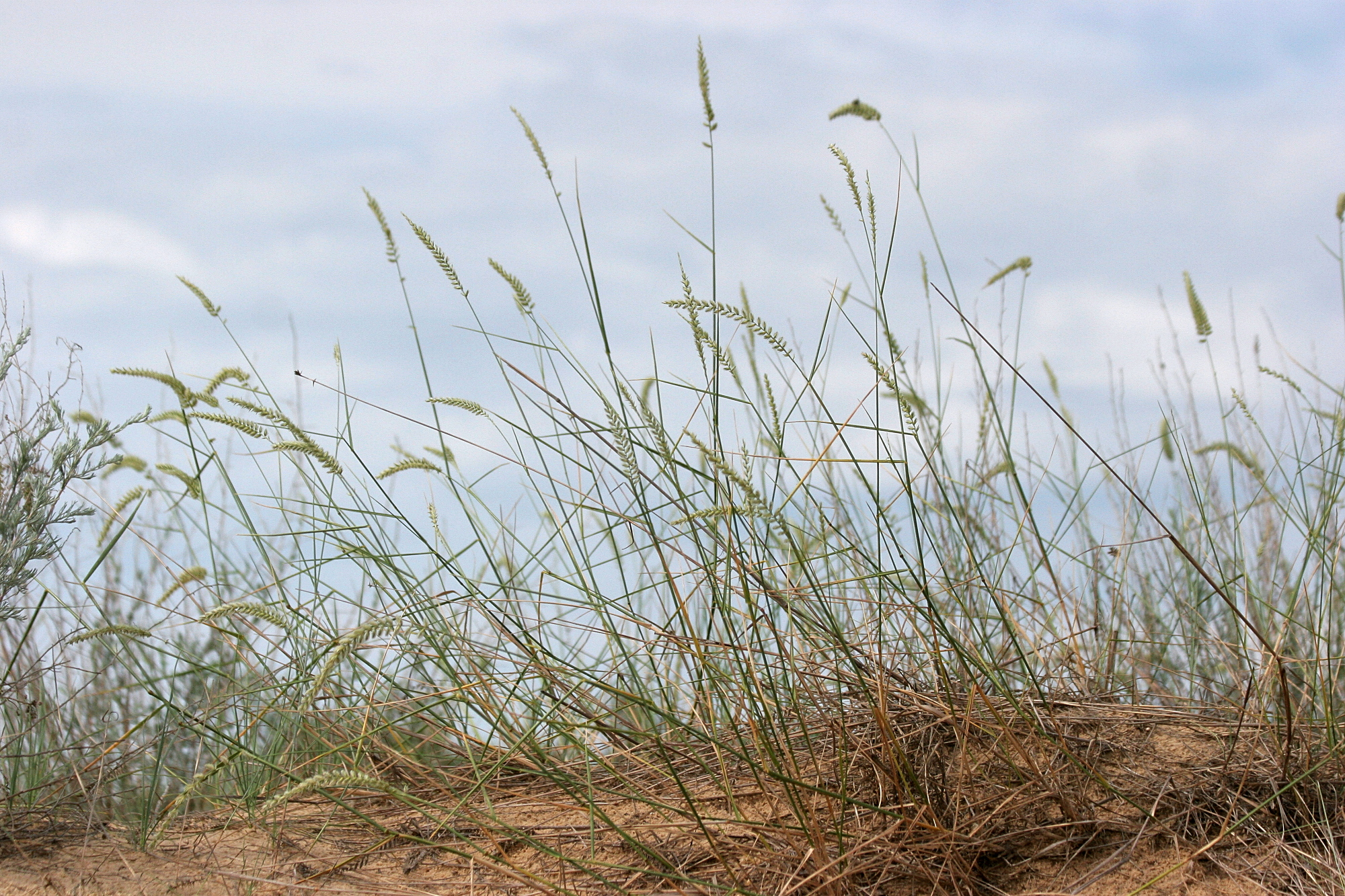
Il portamento
Agropyron dasyanthum

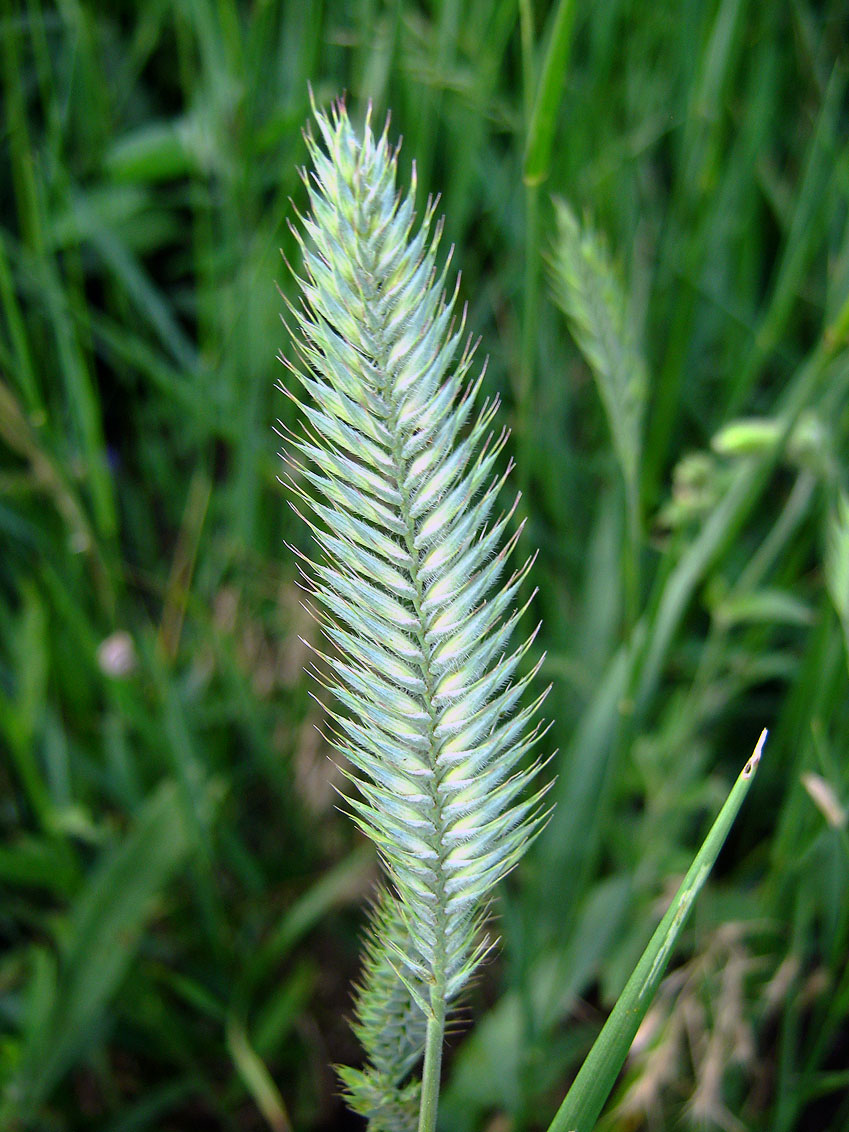
Infiorescenza
Agropyron cristatum

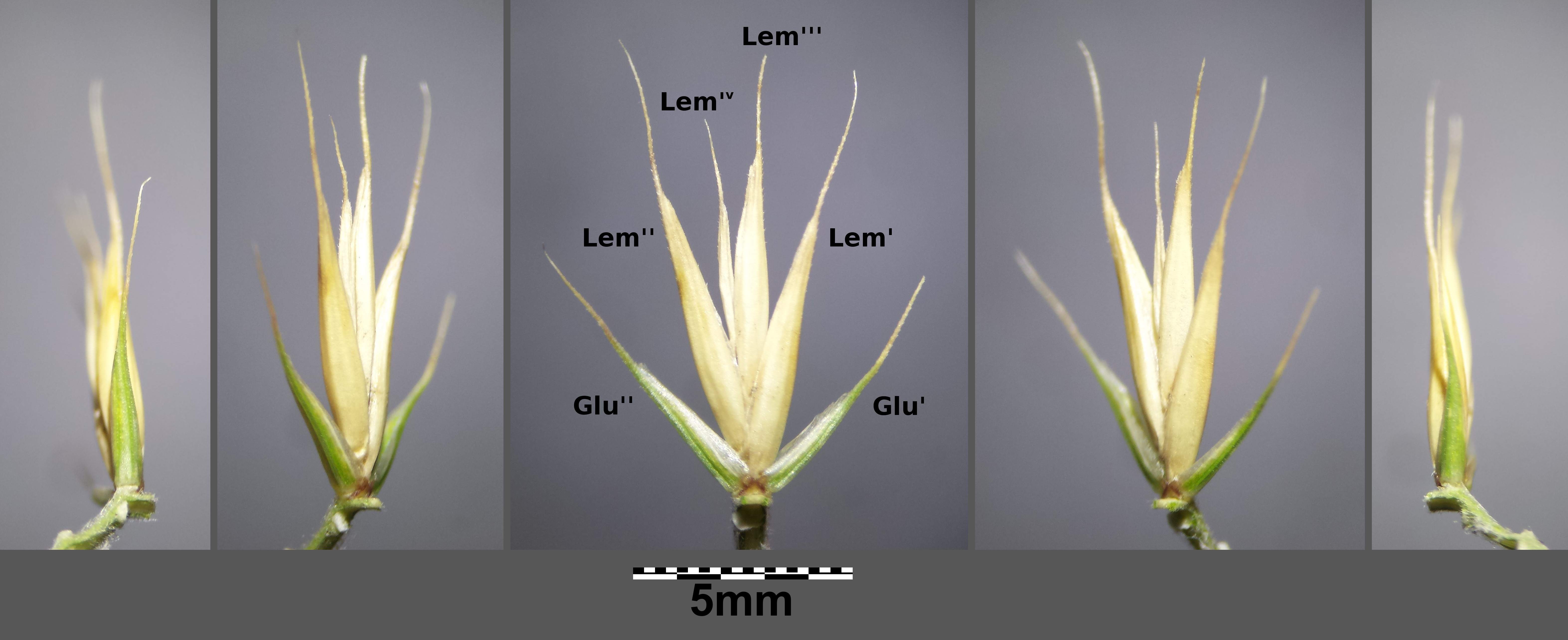
I fiori
Agropyron cristatum

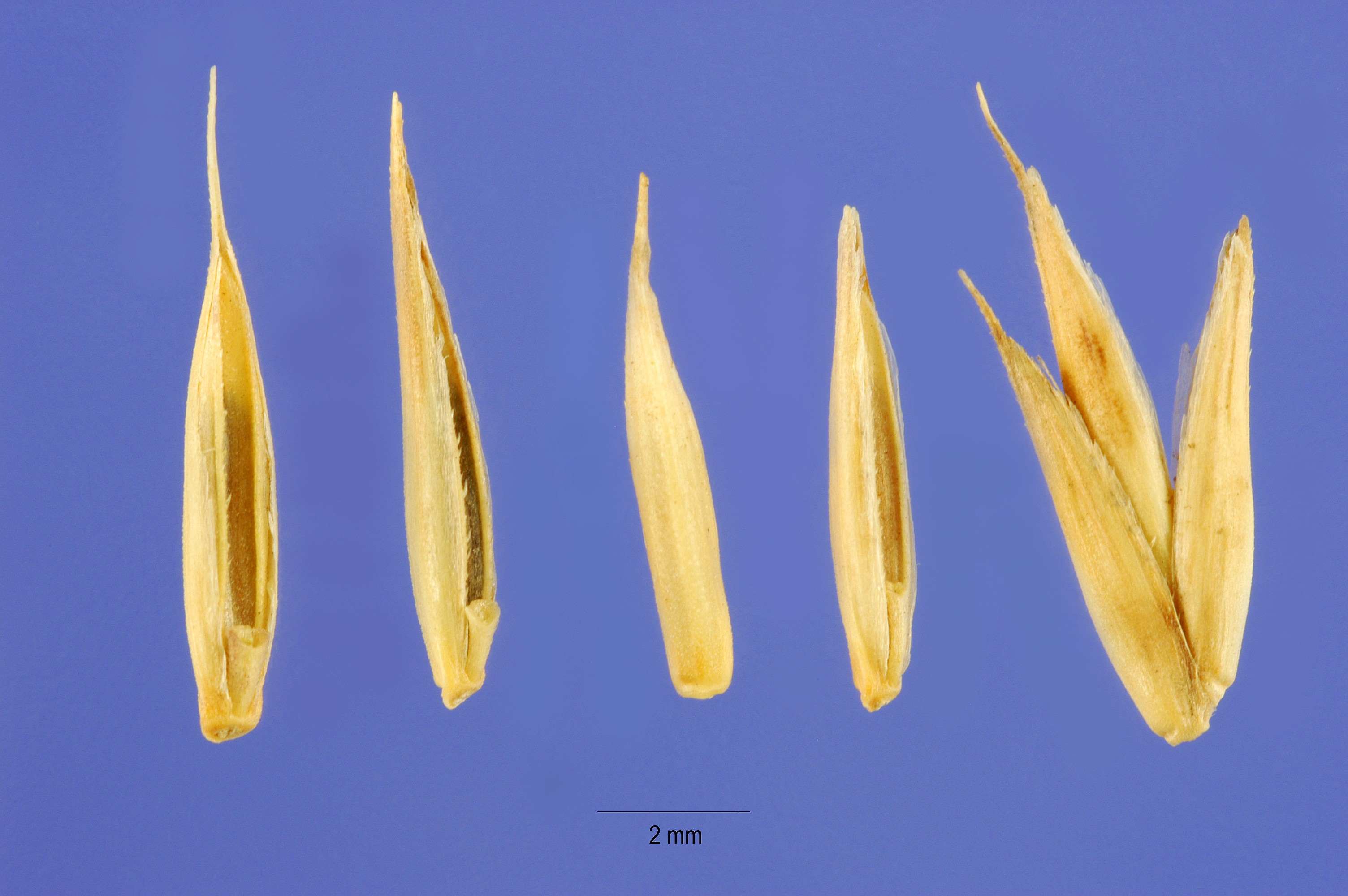
I semi
Agropyron desertorum

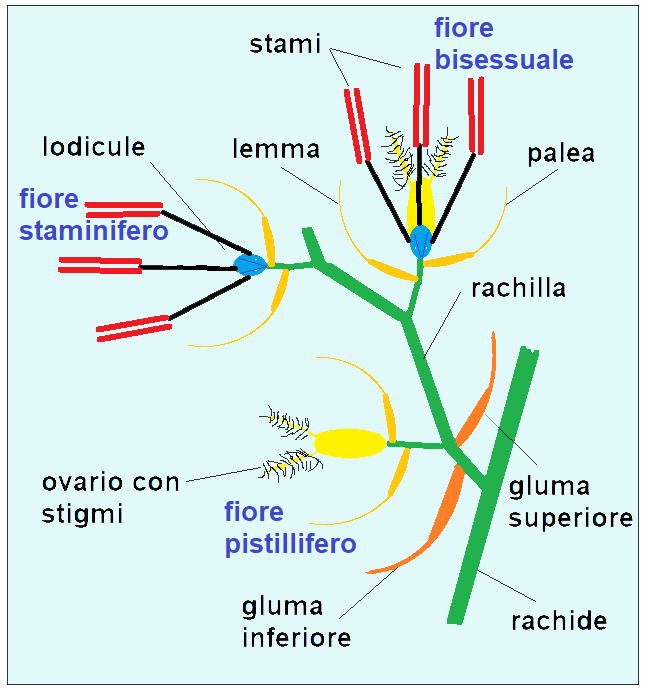
Spighetta generica con tre fiori diversi

Queste piante arrivano ad una altezza massima di 10 dm. La forma biologica in genere è emicriptofita cespitosa (H caesp), sono piante erbacee, bienni o perenni, con gemme svernanti al livello del suolo e protette dalla lettiera o dalla neve e presentano ciuffi fitti di foglie che si dipartono dal suolo. Sono presenti anche specie rizomatose striscianti.

### Radici
Le radici sono del tipo fascicolato.

### Fusto
La parte aerea della pianta è densamente cespugliosa con fusti ascendenti o decombenti o genicolati alla base. La superficie può essere puberulenta (raramente è completamente glabra).

### Foglie
Le foglie lungo il culmo sono disposte in modo alterno, sono distiche e si originano dai vari nodi. Sono composte da una guaina, una ligula e una lamina. Le venature sono parallelinervie. Non sono presenti i pseudopiccioli e, nell'epidermide delle foglia, le papille. 
- Guaina: la guaina è abbracciante il fusto (in alcune specie è abbracciante per tutta la lunghezza); sono presenti dei padiglioni auricolari falcati. In genere la guaina è glabra.
- Ligula: la ligula membranosa, a volte è cigliata.
- Lamina: la lamina ha delle forme generalmente lineari, piatte e superficie più o meno glabra nella parte abassiale, quella adassiale è moderatamente pubescente. All'antesi le foglie si presentano convolute. La consistenza può essere rigida.

### Infiorescenza
Infiorescenza principale (sinfiorescenza o semplicemente spiga): le infiorescenze di tipo racemoso terminale hanno la forma di una pannocchia da oblunga-ovoidale a ovoide-lanceolata, densa ed appiattita. Le spighe sono formate da 3 o più spighette fertili e sessili, disposte in modo distico una per nodo. La fillotassi dell'inflorescenza inizialmente è a due livelli (o a due ranghi), anche se le successive ramificazioni la fa apparire a spirale. 

### Spighetta
Infiorescenza secondaria (o spighetta): le spighette, compresse lateralmente, sottese da due brattee distiche e strettamente sovrapposte chiamate glume (inferiore e superiore), sono formate da 3 a 16 fiori. Possono essere presenti dei fiori sterili; in questo caso sono in posizione distale rispetto a quelli fertili. Alla base di ogni fiore sono presenti due brattee: la palea e il lemma. La disarticolazione avviene con la rottura della rachilla tra i fiori o sopra le glume persistenti (l'asse dell'infiorescenza non si disarticola). Inoltre la rachide ha brevissimi internodi (1 mm o meno nella specie A. cristatum) per cui le spighette sono più o meno orizzontali. In genere le spighette sono lunghe più di 3 volte la lunghezza degli internodi.
- Glume: le glume, con forme lanceolate o ovato-lanceolate e apici acuti sono pubescenti; possono avere una carena asimmetrica; hanno da 1 a 5 venature.
- Palea: la palea è un profillo con alcune venature e margini cigliati; di solito è meno lunga del lemma; l'apice è bidentato.
- Lemma: il lemma è pubescente; può avere una carena asimmetrica e apici acuti con resta di alcuni millimetri; le venature sono da 5 a 7.

### Fiore
I fiori fertili sono attinomorfi formati da 3 verticilli: perianzio ridotto, androceo  e gineceo.
- Formula fiorale:[7]

*, P 2, A (1-)3(-6), G (2–3) supero, cariosside.
- Il perianzio è ridotto e formato da due lodicule, delle squame traslucide, poco visibili (forse relitto di un verticillo di 3 sepali). Le lodicule sono membranose e non vascolarizzate; spesso sono cigliate ai margini.
- L'androceo è composto da 3 stami ognuno con un breve filamento libero, una antera sagittata e due teche. Le antere (lunghe 4 mm) sono basifisse con deiscenza laterale. Il polline è monoporato.
- Il gineceo è composto da 3-(2) carpelli connati formanti un ovario supero. L'ovario, pubescente all'apice, ha un solo loculo con un solo ovulo subapicale (o quasi basale). L'ovulo è anfitropo e semianatropo e tenuinucellato o crassinucellato. Lo stilo, che si origina dal lato abassiale dell'ovario, è breve con due stigmi papillosi e distinti.

### Frutti
I frutti sono del tipo cariosside, ossia sono dei piccoli chicchi indeiscenti, con forme da ovate a oblunghe, nei quali il pericarpo è formato da una sottile parete che circonda il singolo seme. In particolare il pericarpo è fuso al seme ed è aderente. L'endocarpo non è indurito e l'ilo è lungo e lineare. L'embrione è lungo 1/3 della lunghezza del frutto ed è provvisto di epiblasto; ha inoltre un solo cotiledone altamente modificato (scutello senza fessura) in posizione laterale. I margini embrionali della foglia non si sovrappongono.

## Biologia
Come gran parte delle Poaceae, le specie di questo genere si riproducono per impollinazione anemogama. Gli stigmi più o meno piumosi sono una caratteristica importante per catturare meglio il polline aereo. 
La dispersione dei semi avviene inizialmente a opera del vento (dispersione anemocora) e una volta giunti a terra grazie all'azione di insetti come le formiche (mirmecoria). In particolare i frutti di queste erbe possono sopravvivere al passaggio attraverso le budella dei mammiferi e possono essere trovati a germogliare nello sterco.

## Distribuzione e habitat
La distribuzione delle specie del genere Agropyron è relativa all'Eurasia. In genere queste piante prediligono i luoghi erbosi sterili.

### Specie della zona alpina
Delle 2 specie presenti nella flora spontanea italiana, una sola vive sull'arco alpino. I dati seguenti mettono in evidenza alcuni caratteri relativi all'habitat, al substrato e alla distribuzione della specie alpina Agropyron cristatum.
- Specie: Agropyron cristatum
- Fitosociologia: comunità vegetale delle emicriptofite e camefite delle praterie rase magre secche.
- Piani vegetazionali alpini: planiziale, collinare e in parte montano.
- Substrato: calcareo e rocce di carattere intermedio (calcari silicei e simili).
- Livello di acidità(pH): basico.
- Livello trofico: basso
- H2O: arido
- Habitat: rupi, muri e ripari sotto roccia, praterie rase, prati e pascoli dal piano collinare al subalpino.
- Zona alpina: Trentino Alto-Adige e Vicenza.

## Tassonomia
La famiglia delle Poacee comprende circa 800 generi e oltre 9.000 specie. È una delle famiglie più numerose e più importanti del gruppo delle monocotiledoni. La famiglia è suddivisa in 12 sottofamiglie, il genere Agropyron  fa parte della sottofamiglia Pooideae, tribù Hordeeae.

### Specie
Il genere Agropyron comprende le seguenti specie (per alcune specie è indicata la distribuzione europeo-mediterranea).
- Agropyron badamense Drobow, 1925
- Agropyron bulbosum Boiss., 1844
- Agropyron cimmericum Nevski, 1934 - Distribuzione: Ucraina
- Agropyron cristatum (L.) Gaertn., 1770 - Distribuzione: Europa mediterranea, Europa orientale, Transcaucasia, Anatolia e Magreb
- Agropyron dasyanthum Ledeb., 1820 - Distribuzione: Ucraina
- Agropyron desertorum (Fisch. ex Link) Schult., 1824 - Distribuzione: Russia e Transcaucasia
- Agropyron deweyi Á.Löve, 1984 - Distribuzione: Anatolia
- Agropyron fragile (Roth) P.Candargy, 1901 - Distribuzione: Russia e Transcaucasia
- Agropyron michnoi Roshev., 1929
- Agropyron mongolicum Keng, 1938
- Agropyron × pilosiglume Tzvelev, 2006
- Agropyron tanaiticum Nevski, 1934 - Distribuzione: Ucraina, Russia e Transcaucasia
- Agropyron thomsonii Hook.f., 1896

### Specie della flora spontanea italiana
Nella Penisola Italiana sono presenti, più o meno, allo stato spontaneo due specie:
- Agropyron desertorum (Link) Schult. - Distribuzione: Trentino Alto-Adige (è una specie "esotica naturalizzata").
- Agropyron cristatum (L.) Gaertn - Distribuzione: soprattutto Italia settentrionale.

### Filogenesi
Il genere Agropyron fa parte della tribù Hordeeae (supertribù Triticodae T.D. Macfarl. & L. Watson, 1982). La supertribù Triticodae comprende tre tribù: Littledaleeae, Bromeae e Hordeeae. All'interno della supertribù, la tribù Hordeeae forma un "gruppo fratello" con la tribù Bromeae.
L'asimmetria della carena delle glume e dei lemmi è una sinapomorfia per il genere di questa specie, che include piante con il genoma designato "P".
Tradizionalmente il genere Agropyron comprendeva altre specie ora descritte all'interno di altri generi (Pseudoroegneria, Thinopyrum, Elymus, Eremopyrum e Pascopyrum) rendendo tale gruppo polifiletico. Il genere Agropyron attualmente include solo specie perenni con le carene delle glume e dei lemmi asimmetriche.
Il numero cromosomico per questo genere è: 2n = 14, 28 e 42.